# Claës König
Claës Henrik Magnus König (Estocolm, 15 de gener de 1885 – Helsingborg, 25 de novembre de 1961) va ser un militar i genet suec que va competir a començaments del segle xx.
Claës König era el fill del camarlenc Eric König i la comtessa Louise Wrangel. Es va graduar com a oficial el 1906. El 1913 fou ascendit a tinent 
i el 1921 a capità. Va ser transferit a la reserva el 1935. Fou professor d'equitació a l'exèrcit, alhora que dirigent de diferents entitat eqüestres sueques.
El 1920 va prendre part en els Jocs Olímpics d'Anvers, on va guanyar la medalla d'or en la prova de salts d'obstacles per equips del programa d'hípica amb el cavall Tresor i formant equip amb Hans von Rosen, Daniel Norling i Frank Martin.
Quatre anys més tard, als Jocs de París, disputà dues proves del programa d'hípica. En el concurs complet per equips guanyà la medalla de plata amb el cavall Bojan; mentre en la prova individual fou cinquè.